# Austrália nos Jogos Olímpicos de Inverno de 1998
A Austrália participou dos Jogos Olímpicos de Inverno de 1998 em Nagano, no Japão.